# Mexicaanse eend
De Mexicaanse eend (Anas diazi) is een eend uit de familie van de Anatidae. 

## Verspreiding en leefgebied
Hij leeft in Mexico en in het zuiden van de Verenigde Staten. In de winter trekken deze uit de Verenigde Staten echter altijd naar Mexico.

## Status
De Mexicaanse eend komt niet als aparte soort voor op de lijst van het IUCN, maar is daar een ondersoort van de gevlekte eend (A. fulvigula diazi).